# Free Download Manager
Free Download Manager è un download manager open source per i sistemi operativi Windows, Mac OS e GNU/Linux.
Dalla versione 2.5 il programma è distribuito sotto licenza GPL.
Il software, dotato di una semplice ed efficace interfaccia tradotta anche in Italiano, presenta oltre alla gestione dei download anche il supporto per file torrent e Magnet link, download di siti web, conversione audio e video, upload su servizi di condivisione file e pianificazioni attività.
Tramite plugin si integra con Internet Explorer, Mozilla Firefox, Google Chrome, Opera e Safari.